# Hippodrome de Pornichet
L'hippodrome de Pornichet est un hippodrome situé dans la ville de Pornichet, en Loire-Atlantique.

## Historique
Vitrine de la ville, l'hippodrome de Pornichet existe depuis 1907, date des premières courses sur le site actuel, d'anciens marais salants. Devenu obsolète et désuet, il bénéficie en 2010, sous le mandat du maire Robert Belliot, d’importants travaux de rénovation et modernisation. Bien plus qu’un hippodrome, il devient alors un véritable complexe d’affaires à dimension touristique et économique.

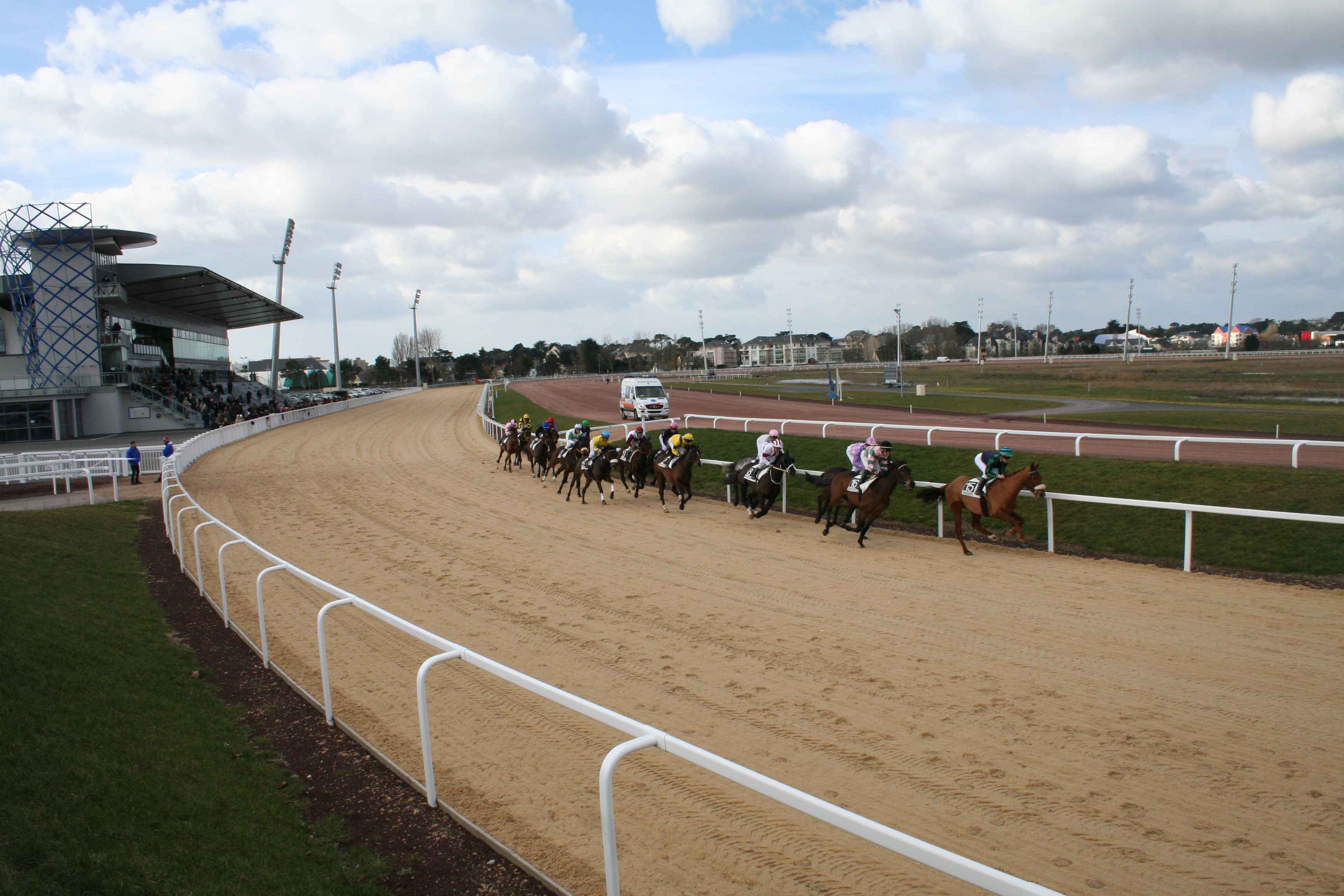
Après-midi de courses à l'hippodrome.

### Repères historiques
- 1866 : les premières courses de chevaux sont organisées sur la plage des Libraires.
- 1906 : création d'une société de courses hippiques par le comte Léopold de Moulins de Rochefort, inspecteur général des Haras.
- 1907 : inauguration de l’hippodrome sur les anciens marais.
- 1946 : deux constructions sont érigées le long du boulevard de Saint-Nazaire pour abriter le pari mutuel.
- 1961-1964: construction de tribunes de deux mille places.
- 27 juin 1965 : arrivée sur l'hippodrome[2] de la sixième étape du Tour de France : Quimper - La Baule-Pornichet, gagnée par le belge Guido Reybrouck[3].
- 1974 : éclairage des pistes.
- juillet 2010 : lancement des travaux de l’hippodrome avec la construction de tribunes modernes et de deux pistes avec revêtement en sable fibré.
- juillet 2011 : inauguration de l'hippodrome rénové et modernisé, avec la présence de la Garde républicaine.

Une exposition retraçant l'histoire des courses hippiques à Pornichet est visible dans le hall des paris de l’hippodrome.

## Équipement «4 saisons»

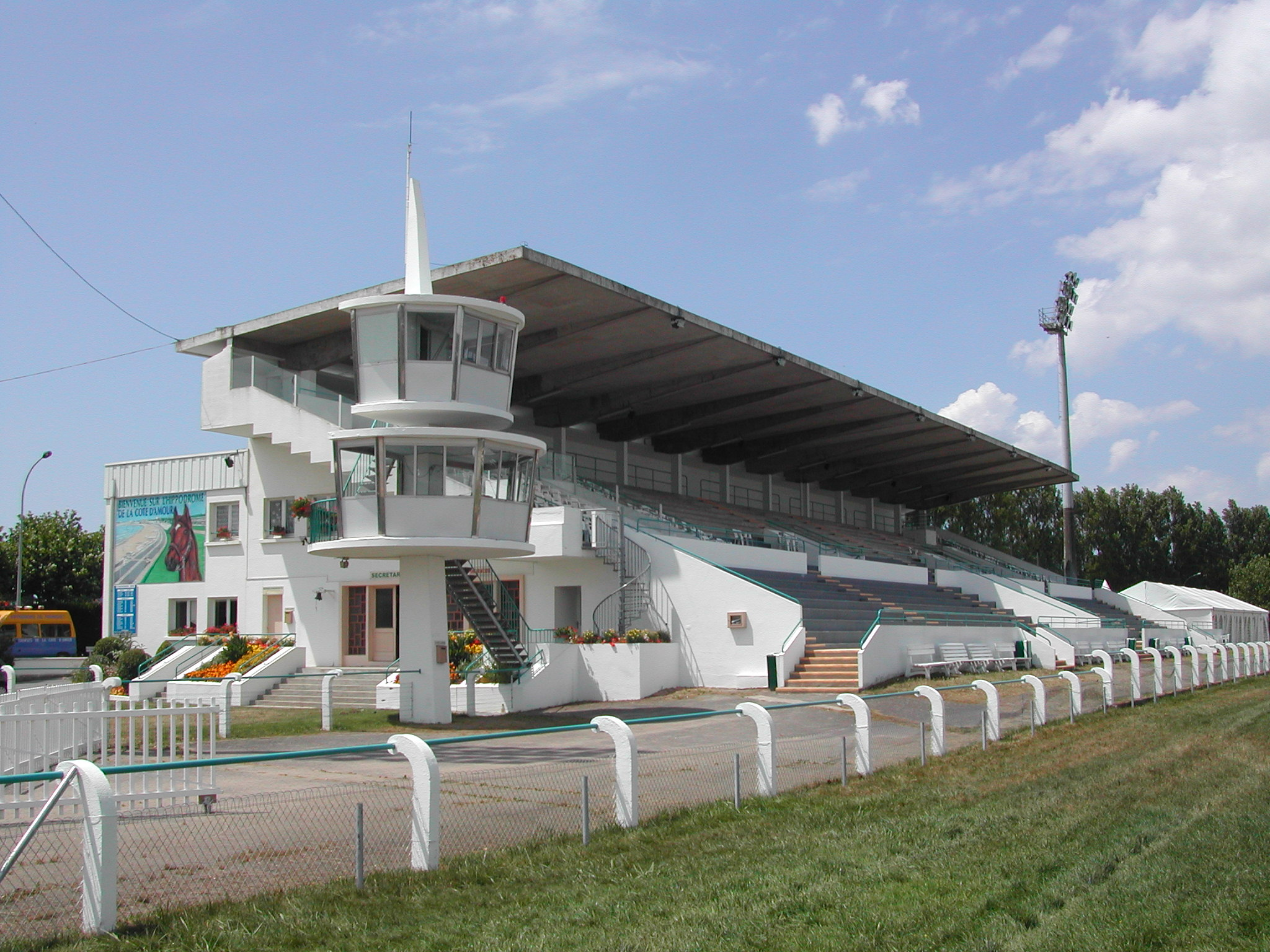
Anciennes tribunes de l'hippodrome.

La valeur ajoutée du nouvel hippodrome : ses deux nouvelles pistes, une de 1 250 m pour le trot et une de 1 428 m pour le galop en sable fibré (sable auquel est mélangé de la paraffine et une fibre de lin synthétique) qui lui permet d’accueillir des courses de haut niveau toute l’année. Des courses nocturnes ont lieu grâce à un éclairage moderne de ses pistes. Considéré comme un des dix meilleurs hippodromes français, il accueille désormais des courses Premium (ex-PMU). En 2013, six courses Premium sont annoncées à l'hippodrome de Pornichet.
L'hippodrome est géré par la société d'économie mixte (SEM) Pornichet événements qui a notamment pour objet de développer l'exploitation des différents espaces en dehors des jours de courses. En partenariat, la société des courses de Pornichet gère les pistes et loue les espaces qui lui sont dédiés.
L’hippodrome de Pornichet est devenu un espace d’accueil pour les familles mais aussi pour les touristes et les acteurs économiques. Il dispose désormais d’un restaurant panoramique d’une capacité de 350 couverts, 700 m2 d’espaces modulables dans le hall des paris pour accueillir conférences, séminaires, réceptions à caractère privé, des tribunes augmentant la capacité d’accueil refaites à neuf, ainsi que des parkings réaménagés pour accueillir le plus grand nombre.

## Le parc paysager de l'hippodrome
Quinze hectares d'espaces naturels en zone humide protégée entourent l’hippodrome de Pornichet. Un site paysager exceptionnel, à côté des plages et du centre ville, que la Municipalité a décidé de réhabiliter en 2011 pour en faire le « poumon vert » névralgique de la commune.
Reliées par une grande promenade, la place du Levant, la place du Couchant et la place du Midi constituent les trois principales entrées du site dont l’aménagement a été imaginé par l’architecte Michel Péna. On y trouve un jardin des sens, des parcours ludiques et sportifs ou encore trois observatoires des énergies renouvelables à forte valeur pédagogique et environnementale.
Placé sous l’empreinte du développement durable et conçu pour être accessible aux personnes à mobilité réduite, ce parc est un lieu de convivialité à destinations des familles. L’inauguration est prévue en 2013.